# Афро-Азиатский клубный чемпионат
Афро-Азиатский клубный чемпионат — футбольный турнир, проводившийся в 1986—1999 гг. В турнире участвовали победители Клубного чемпионата Азии и Кубка африканских чемпионов.

## Формат
В 1986 и 1987 гг. победитель турнира определялся по итогам одного матча, а с 1988 года чемпион стал определяться по сумме двух матчей.

## Финалы
- 1986  Дэу Ройялс— ФАР 2-0
- 1987  Замалек— Фуракава Электрик 2-0
- 1988  Аль-Ахли— Ёмиури 3-1,1-0
- 1989  ЕС Сетиф— Аль-Садд 2-0,3-1
- 1990 не проводился
- 1991 не проводился
- 1992  Клуб Африкен— Аль-Хилаль 2-1,2-2
- 1993  Видад— ПАС 0-0,2-0
- 1994  Тай Фармерз Банк— Замалек 1-2,1-0
- 1995  Эсперанс— Тай Фармерз Банк 1-1,3-0
- 1996  Соннам— Орландо Пайретс 0-0,5-0
- 1997  Замалек— Пхохан Стилерс 1-2,1-0
- 1998  Раджа— Пхохан Стилерс 2-2,1-0
- 1999 не проводился